# Phaulopsis sangana
Phaulopsis sangana är en akantusväxtart som beskrevs av Spencer Le Marchant Moore. Phaulopsis sangana ingår i släktet Phaulopsis och familjen akantusväxter. Inga underarter finns listade i Catalogue of Life.